# Anthony Joseph Drexel Jr.
Pour les articles homonymes, voir Anthony Joseph.
Anthony Joseph Drexel Jr. (né le 9 septembre 1864 et décédé le 14 décembre 1934) est un banquier et philanthrope américain, et ami proche du roi Édouard VII.

## Biographie

### Jeunesse
Drexel naît le 9 septembre 1864 à Philadelphie d'Anthony Joseph Drexel (1826–1893) et d'Ellen Rozet (1832–1891). Il est l'un des neuf enfants, dont: Emilie Taylor Drexel,, Frances Katherine Drexel, Mae E. Drexel, Sarah Rozet « Sallie » Drexel (l'épouse d'Alexander Van Rensselaer), John Rozet Drexel, et George William Childs Drexel.
Son père est le fondateur de Drexel, Morgan & Co avec John Pierpont Morgan en 1871 comme partenaire junior, qui fonde également l'Université Drexel en 1891. Il est le petit-fils du banquier américain d'origine autrichienne Francis Martin Drexel et de Katherine Hookey,.

### Carrière
En 1878, Drexel commence à travailler pour l'entreprise de son père, Drexel and Co. à Philadelphie, et est nommé associé le 1er janvier 1890. Il est associé chez Drexel jusqu'au 21 octobre 1893, date à laquelle il démissionne à 29 ans après 16 ans de travail et à peine quatre mois après la mort de son père, de Drexel and Co. de Philadelphie, Drexel, Morgan and Co. de New York, et Drexel, Harjes and Co. de Paris.
À l'époque, un de ses amis proches s'est exclamé auprès du New York Times : « Il ne se soucie pas d'assumer les soucis et les responsabilités qui sont attachés à l'entreprise. C'est un jeune homme qui aime beaucoup la vie en société. Ses plaisirs devraient être considérablement restreints s'il devait continuer à s'identifier étroitement à l'entreprise que son père a établie, et il ne se soucie pas de l'enfermement et de l'application étroite auxquels il serait soumis. Il préfère avoir les pieds libres et se retirera. C'est tout ce qu'il y a dans son action. On dit qu'il n'a aucune signification. » Peu de temps après, il achète l'une des résidences les plus précieuses de Philadelphie, le manoir Wilstach à l'angle nord-est des rues 18th et Walnut, pour 175 000 $. En novembre de la même année, il rachète également le paquebot Avenel à WP Whitlock.
Après la mort de son père le 30 juin 1893, Drexel décide de vivre en Europe. Il vit à Londres sur Grosvenor Square et Carlton House Terrace pendant plusieurs années. Là-bas, il est ami avec Clyde Fitch, un dramaturge à succès et prolifique. De 1915 jusqu'à sa mort, il réside cependant au 68 rue de Bellechasse à Paris ainsi que dans des résidences en province, après son difficile divorce avec sa femme. En plus de sa réputation d'artiste somptueux, il est connu comme un plaisancier passionné et possède plusieurs yachts célèbres, dont Sayonara et Aloma.
Il est membre du Philadelphia Club, du Rabbit Club, du Racquet Club et du Corinthian Club de Philadelphie et du Knickerbocker Club, de l'Union Club, du New York Yacht Club et du Turf and Field Club de New York.

## Vie personnelle

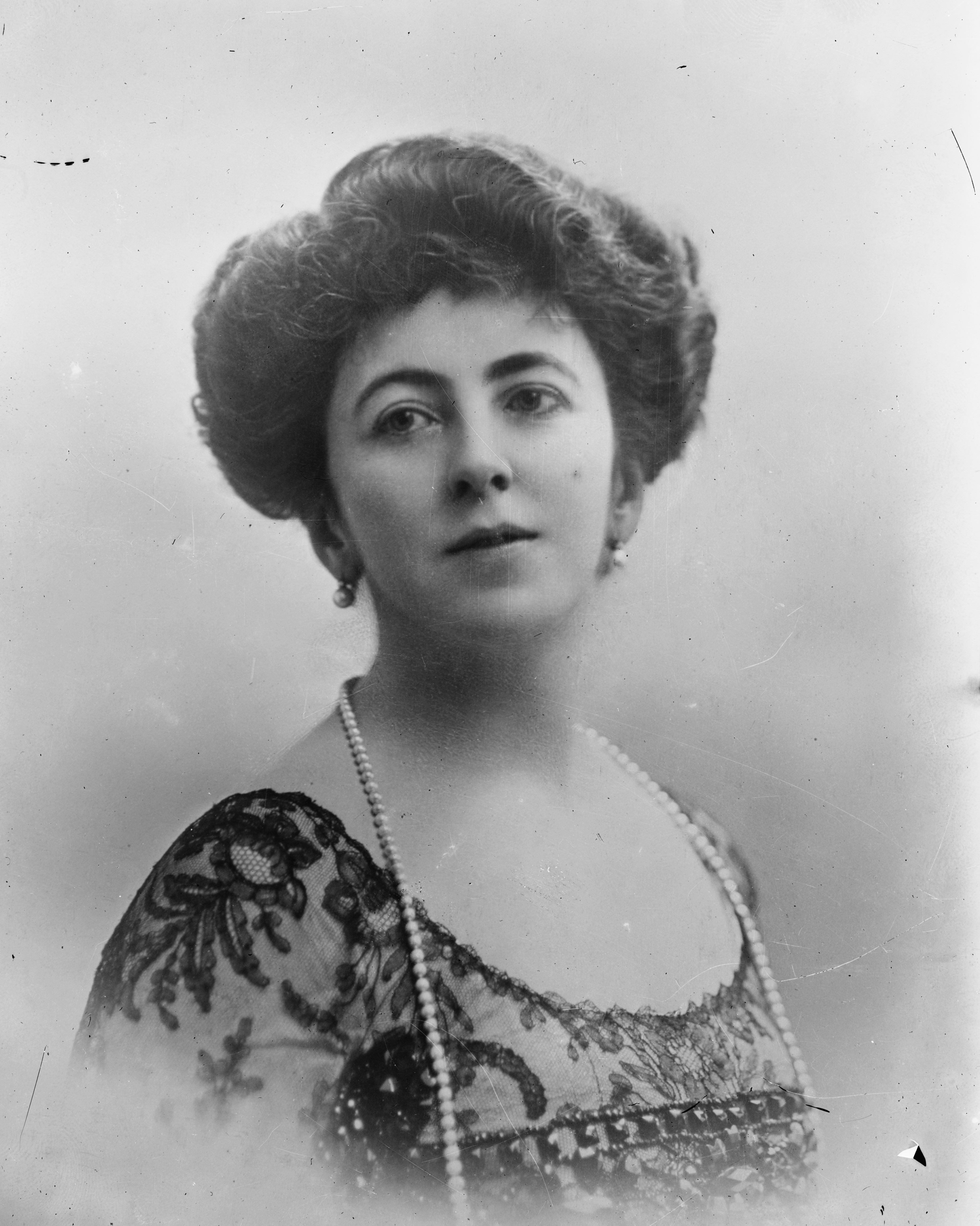
Photographie de la femme de Drexel, Rita Armstrong Drexel, par Lallie Charles.

Le 14 septembre 1886, il épouse Margarita « Rita » Armstrong (1867-1948) une fille de John Armstrong, un patricien de Baltimore, et tante de la princesse Anita de Bragance. Anthony et Margarita ont quatre enfants :
- Anthony Joseph Drexel III (en) (1887–1946)[16] qui épouse Marjorie Gould (1891–1955), une fille d'Edith Kingdon et de George Jay Gould[17]

- Margaretta Armstrong Drexel (1889-1952)[18] qui épouse Guy Finch-Hatton, 14e comte de Winchilsea (1885-1939)[19] en 1910 et est la mère de Christopher Finch-Hatton, 15e comte de Winchilsea.
- John Armstrong Drexel (1891-1958), pionnier de l'aviation[20],[21]
- Louis Clapier Norris Drexel (1896-1962)

Le 25 mai 1917 Anthony et Margarita divorcent après plusieurs années de séparation et un procès âprement contesté. Quelques mois plus tard, en janvier 1918, Margarita se remarie au lieutenant-colonel britannique Brinsley FitzGerald, fils de Sir Peter FitzGerald (en), 19e chevalier de Kerry (en).
Drexel meurt d'insuffisance rénale aiguë en 1934, à l'âge de 70 ans, alors qu'il séjournait à New York à l'hôtel Ambassador.